# Caillardia accola
Caillardia accola är en insektsart som beskrevs av Loginova 1978. Caillardia accola ingår i släktet Caillardia och familjen rundbladloppor. Inga underarter finns listade i Catalogue of Life.